# Narcisse ou l'Amant de lui-même

Narcisse ou l'Amant de lui-même est une pièce de théâtre en un acte et en prose de Jean-Jacques Rousseau. C'est une œuvre (comédie) de jeunesse, l'auteur l'ayant écrite entre 18 et 22 ans, plusieurs fois remaniée. À son arrivée à Paris, Marivaux l'avait lue et apporté quelques corrections.
Elle est créée (jouée pour la première fois) chez les Comédiens du roi le 18 décembre 1752 et publiée en février 1753.

## Personnages
- Lisimon
- Valère et Lucinde, frère et sœur, enfants de Lisimon
- Angélique et Léandre, frère et sœur, pupilles de Lisimon
- Marton, suivante
- Frontin, valet

## Synopsis
Valère est coquet et vaniteux. Sa sœur Lucinde, aidée par Angelique, lui joue un tour en maquillant un de ses portraits en fille. Valère s'éprend alors de sa propre image et rompt avec Angélique. De son côté, Lucinde aime en secret Cléonte alors que son père veut lui faire épouser son filleul Léandre qu'elle n'a jamais vu. En réalité, Léandre se dissimule sous le nom de Cléonte. Après quelques péripéties, les deux couples s'accordent à la fin de la pièce.